# Pachnobia perquiritata
Pachnobia perquiritata är en fjärilsart som beskrevs av Morrison 1874. Pachnobia perquiritata ingår i släktet Pachnobia och familjen nattflyn. Inga underarter finns listade i Catalogue of Life.